# LU-611
La carretera autonómica LU-611 es una carretera secundaria de la Junta de Galicia que une Rubián, en el municipio de Bóveda, con Taboada, en la provincia de Lugo. Tiene una longitud de 36,19 km.

## Trazado
Comienza su trazado en la LU-546 en el casco urbano de Rubián, en el municipio de Bóveda, y se dirige hacia el oeste bajo la denominación de Avenida de Santiago. Tras salir de la localidad cruza mediante un paso inferior la línea ferroviaria León-La Coruña y atraviesa los lugares de A Ribeira y Vales, en la parroquia de Teilán. 
Se adentra posteriormente en el municipio de O Saviñao, donde pasa por las localidades de Rebordondiego, A Agra, A Orxaínza, Valdorraca, Currelos, Trasmil, Segán de Arriba, Piñeiro y Susavila. 
Cruza el río Miño por el puente de Mourelle y entra en el municipio de Taboada. Cruza las localidades de Friamonde y Toiriz, antes de entrar en Taboada, donde recibe el nombre de Rúa das Ínsoas y finaliza en la N-540a a la altura de la plaza de Riazón.